# ناحیه مرکزی رقه
ناحیه مرکزی رقه (به عربی: ناحیة مرکز الرقة) یک ناحیه در سوریه است که در منطقه رقه واقع شده‌است. ناحیه مرکزی رقه ۳۳۸٬۷۷۳ نفر جمعیت دارد.